# Isopatagus obovatus
Isopatagus obovatus is een zee-egel uit de familie Micrasteridae.
De wetenschappelijke naam van de soort werd in 1948 gepubliceerd door Theodor Mortensen.